# Downers Grove Township (comté de DuPage, Illinois)
Downers Township est un township du comté de DuPage dans l'Illinois, aux États-Unis,. 

## Source de la traduction
- (en) Cet article est partiellement ou en totalité issu de l’article de Wikipédia en anglais intitulé « Downers Township, DuPage County, Illinois » (voir la liste des auteurs).